# Highlands (Texas)
Highlands é uma Região censo-designada localizada no estado norte-americano do Texas, no Condado de Harris.

## Demografia
Segundo o censo norte-americano de 2000, a sua população era de 7089 habitantes.

## Geografia
De acordo com o United States Census Bureau tem uma área de 17,0 km², dos quais 16,0 km² cobertos por terra e 1,0 km² cobertos por água. Highlands localiza-se a aproximadamente 11 m acima do nível do mar.

## Localidades na vizinhança
O diagrama seguinte representa as localidades num raio de 12 km ao redor de Highlands.